# Gopalganj S.
Gopalganj S. är ett underdistrikt i Bangladesh. Det ligger i den centrala delen av landet, 90 km sydväst om huvudstaden Dhaka.
Trakten runt Gopalganj S. består huvudsakligen av våtmarker. Runt Gopalganj S. är det tätbefolkat, med 683 invånare per kvadratkilometer.